# メイソンジャー

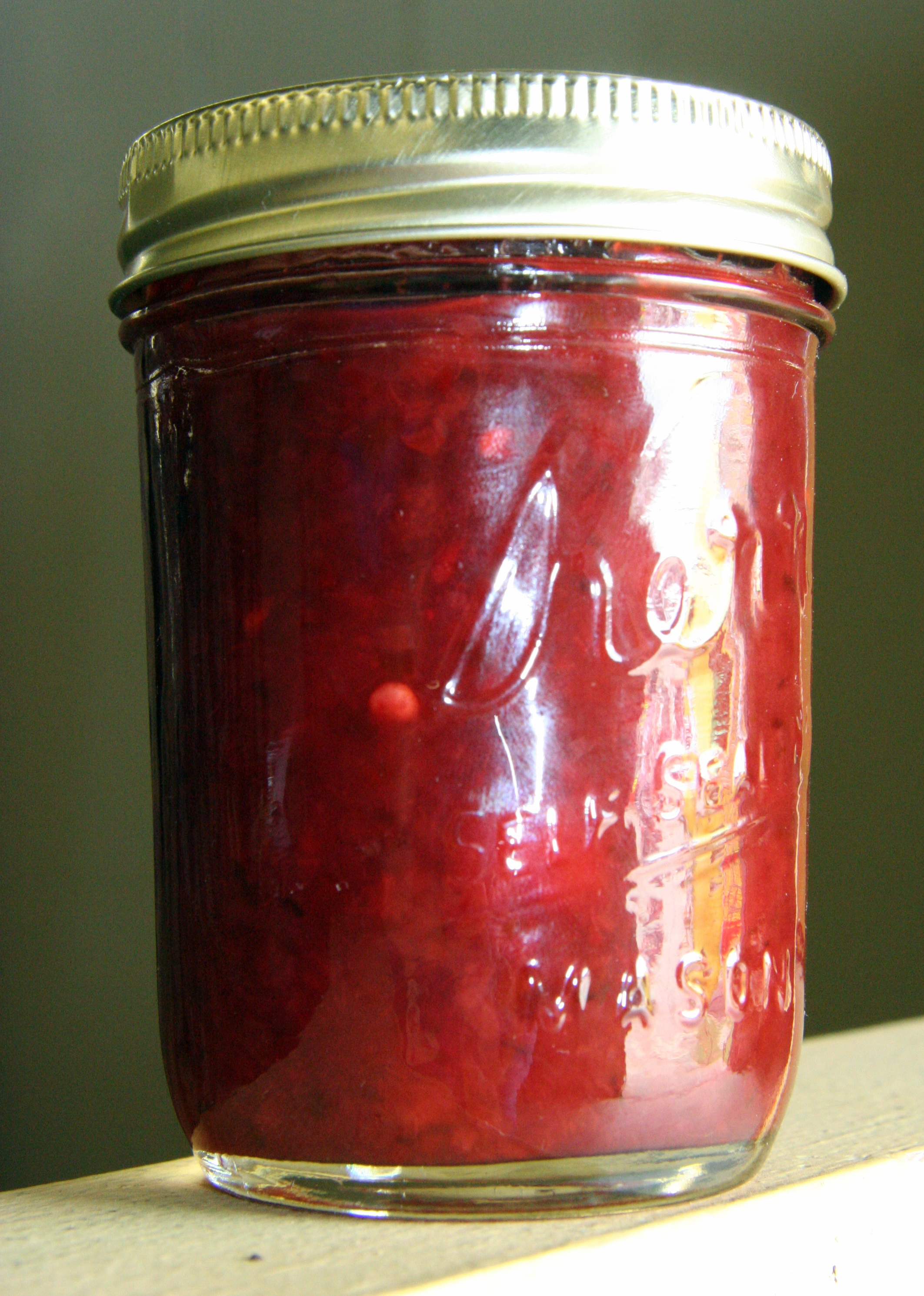
ジャムで満たされたメイソンジャー

メイソンジャー (Mason jar) は、主に瓶詰を作る際に用いられるガラス製の口広瓶。金属製の蓋はラバー付きで密閉性が高い。

## 歴史
1858年にアメリカ合衆国の職人ジョン・L・メイソンが発明。特許が1875年に切れると、ボールやカー (Kerr) などのガラスメーカーが同種の瓶を製造し始めた。
なお、資料によってはモンテッソーリ教育で知られるマリア・モンテッソーリによって考案されたとも記されている。

## 用途
もともと食材の長期保存に用いる容器として開発され、禁酒法の時代には、密造した未熟成のコーン・ウイスキーを詰めて運ぶ瓶として使用し、150年以上にわたってアメリカの一般家庭を中心に普及していた。2014年頃から、ニューヨークを中心にメイソンジャーの中に野菜とドレッシングを入れる「ジャーサラダ」が流行し始めた。その後、デザートを入れたりスムージーを入れるなど、食器に近い形での活用やインテリアとしての利用といった、幅広い用途で使用されている。